# Фёрнесс, Кэролайн
Кэролайн Эллен Фёрнесс (англ. Caroline Ellen Furness, 24 июня 1869 — 9 февраля 1936) — американский астроном.

## Биография
Кэролайн родилась в 1869 г. в Кливленде (Огайо). Она была дочерью преподавателя высшей школы Генри Бенджамена Фёрнесса и Кэролайн Сары Бейкер, поощрявших её интерес к наукам. В 1887 г. она закончила Вассар-колледж, где училась под руководством Мэри Уотсон Уитни. По окончании колледжа она три года преподавала естествознание в средней школе, а в 1894 Мэри Уотсон Уитни пригласила её к себе работать ассистенткой для выполнения своей программы исследований. Кэролайн работала на этой позиции до 1894 г., пока не решила, что ей нужна отдельная должность в колледже, на которой она могла бы и преподавать, и вести свои исследования. Мэри Уитни убедила Кэролайн поступить в Колумбийский университет в аспирантуру по астрономии.
Научным руководителем Кэролайн был астроном Гарольд Якоби. Она успешно защитила диссертацию A Catalogue of Stars within One Degree of the North Pole, and Optical Distortion of the Helsingfors Astro-photographic Telescope, Deduced from Photographic Measure в 1900 г., тем самым став первой женщиной-доктором философии по астрономии.
В 1903 г. она вернулась в Вассар-колледж в качестве преподавательницы в помощь Мэри Уитни вести обучение. В период 1909—1911 гг. она вместе с Мэри Уитни работала над наблюдениями переменных звёзд. В 1911 г. Кэролайн стала ассоциированным профессором и директором обсерватории. В 1915 г., когда Мэри Уитни ушла на пенсию, Кэролайн полностью взяла на себя управление обсерваторией и расширила программу обучением введением аспирантуры. Эта программа стала популярной, так как давала хорошо подготовленных специалистов.
В 1915 г. Кэролайн опубликовала свою монографию по переменным звёздам Introduction to the Study of Variable Stars («Введение в изучение переменных звёзд»), ставшую стандартом для нескольких поколений астрономов.
В 1922 г. Кэролайн Фёрнесс была избрана членом Королевского астрономического общества.